# Lindry
Lindry település Franciaországban, Yonne megyében. Lakosainak száma 1334 fő (2022. január 1.). Lindry Pourrain, Beauvoir, Charbuy, Chevannes, Égleny, Poilly-sur-Tholon és Villefargeau községekkel határos.

## Népesség
A település népességének változása:
| Lakosok száma | 1383 | 1389 | 1435 | 1387 | 1393 | 1393 | 1373 | 1354 | 1334 |
|               | 2013 | 2015 | 2016 | 2017 | 2018 | 2019 | 2020 | 2021 | 2022 |